# Absolutna ničla
Absolútna níčla je najnižja mogoča temperatura makroskopskih sistemov. V absolutni temperaturni lestvici je njena vrednost 0 K, v Celzijevi pa –273,15 °C.
Absolutna ničla ustreza stanju, ko so vsi atomi in molekule v osnovnem stanju, torej najnižjem mogočem energijskem stanju, in imajo najnižjo mogočo kinetično energijo.
Skladno s tretjim zakonom termodinamike absolutne ničle ne moremo doseči v končnem številu korakov. Najnižja v laboratoriju dosežena temperatura znaša 450 pK (4.5·10-10 K), na kolikor so Wolfgang Ketterle in sodelavci uspeli ohladiti gručo atomov natrija (A. Leanhardt et al, Science 301(2003): 1513). Najhladnejši naravni kraj v Vesolju je meglica Bumerang v ozvezdju Kentavra s temperaturo 1 K (R. Sahai in L.A. Nyman, Astrophys. J. Lett. 487(1997): L155).